# Agave shawii
Agave shawii är en sparrisväxtart som beskrevs av Georg George Engelmann. Agave shawii ingår i släktet Agave och familjen sparrisväxter.

## Underarter
Arten delas in i följande underarter:
- A. s. goldmaniana
- A. s. shawii

## Bildgalleri

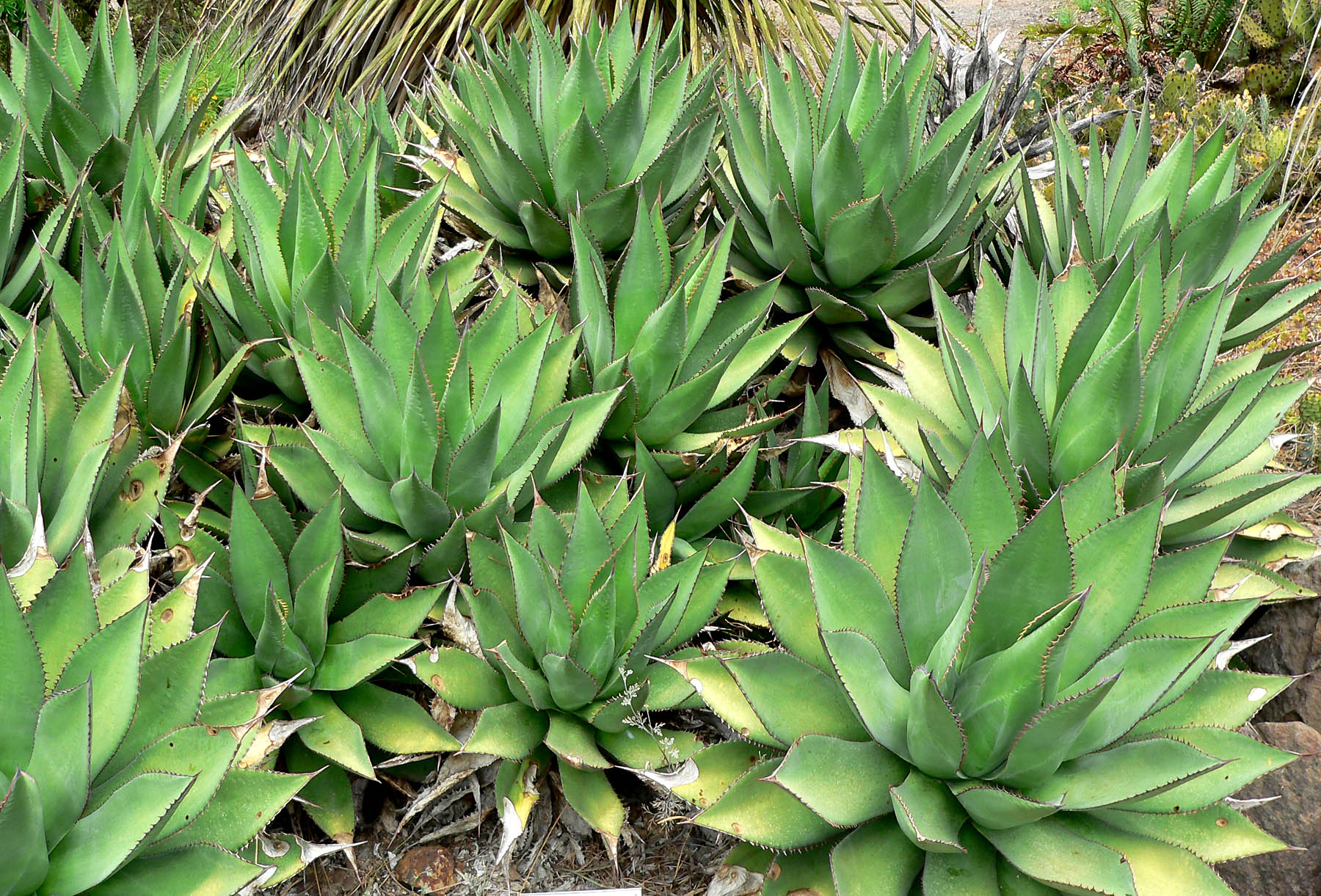
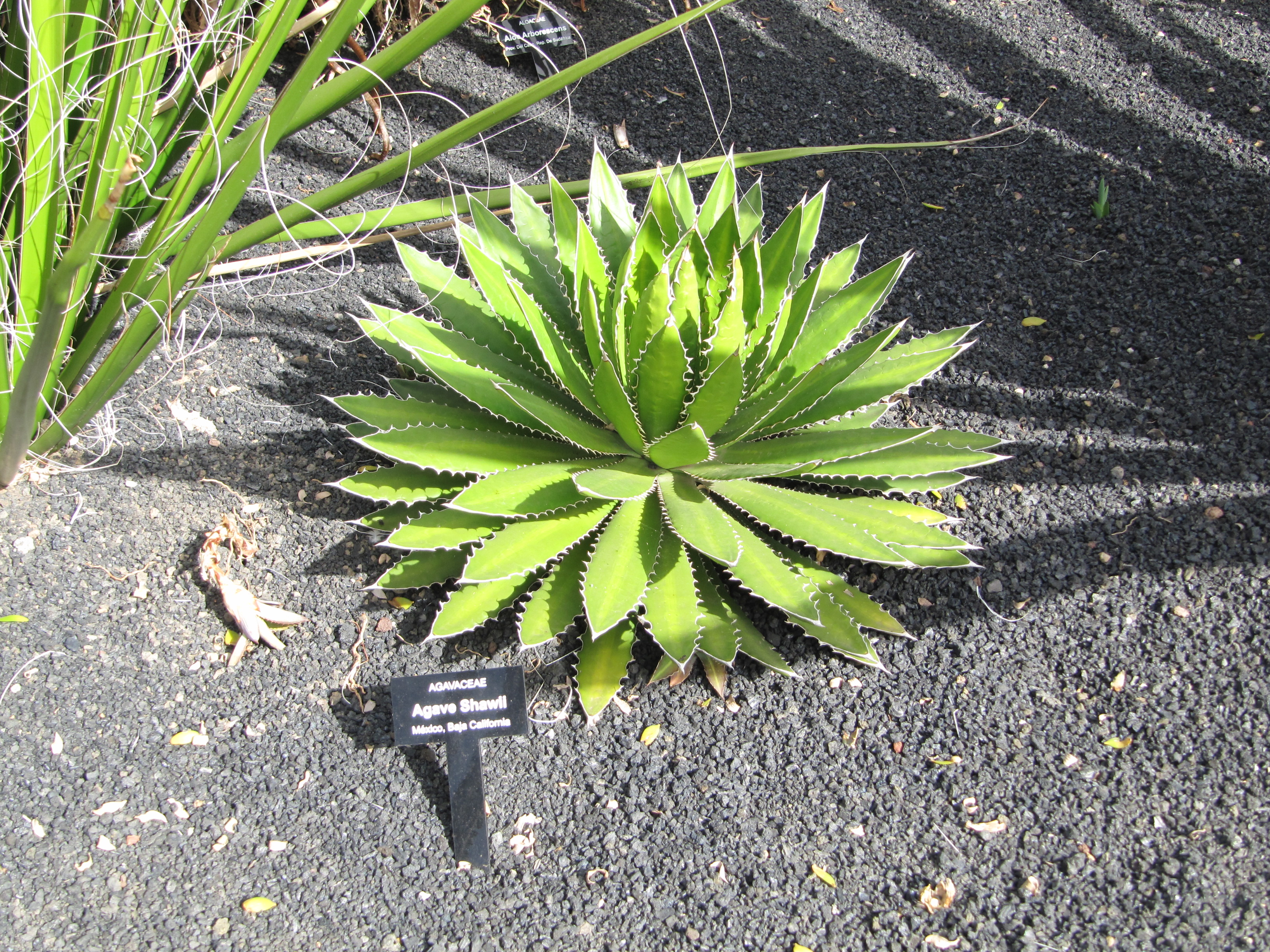
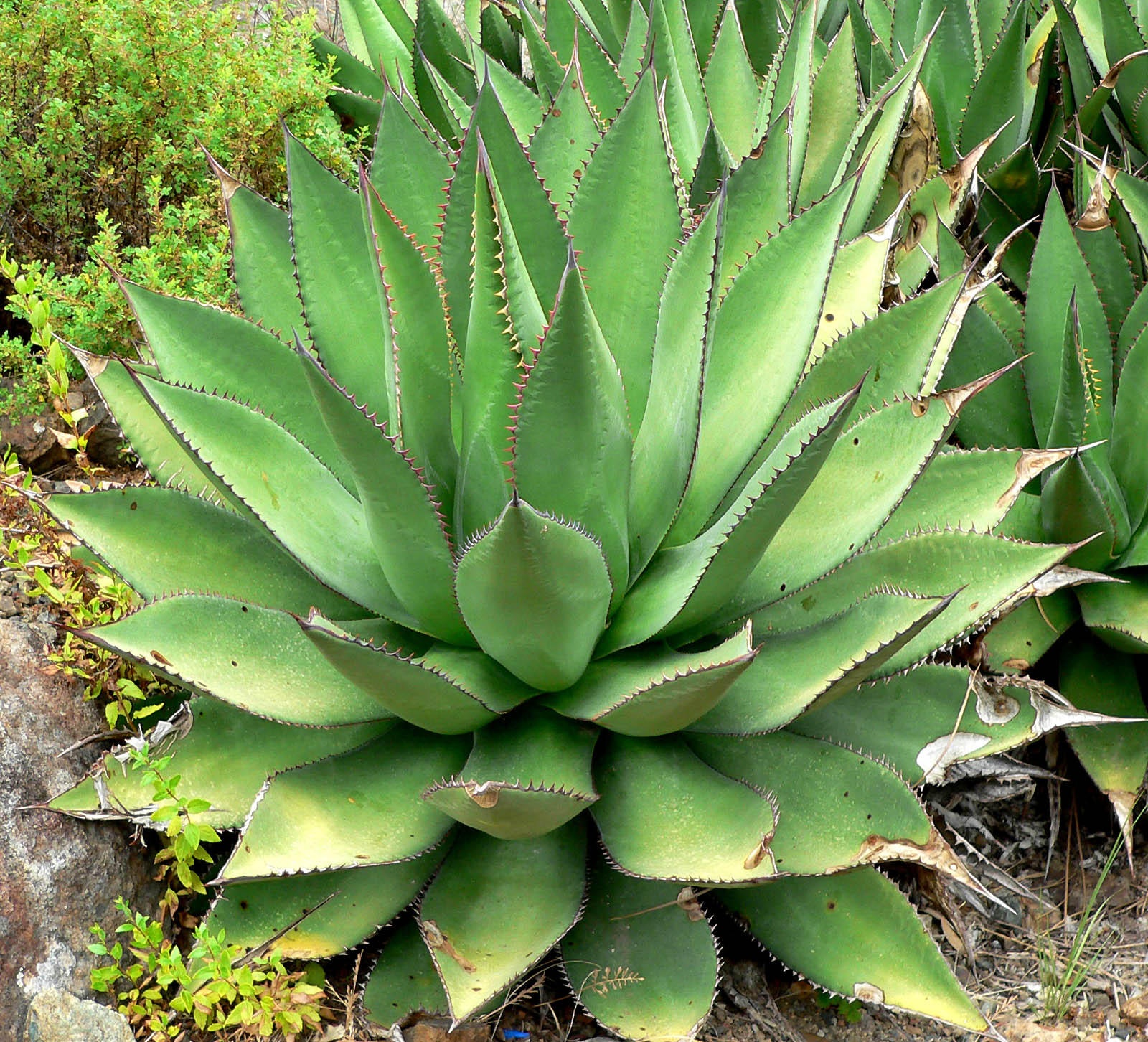
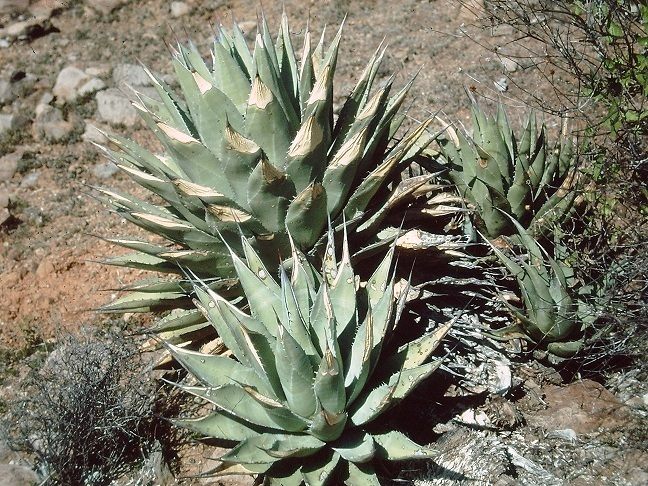
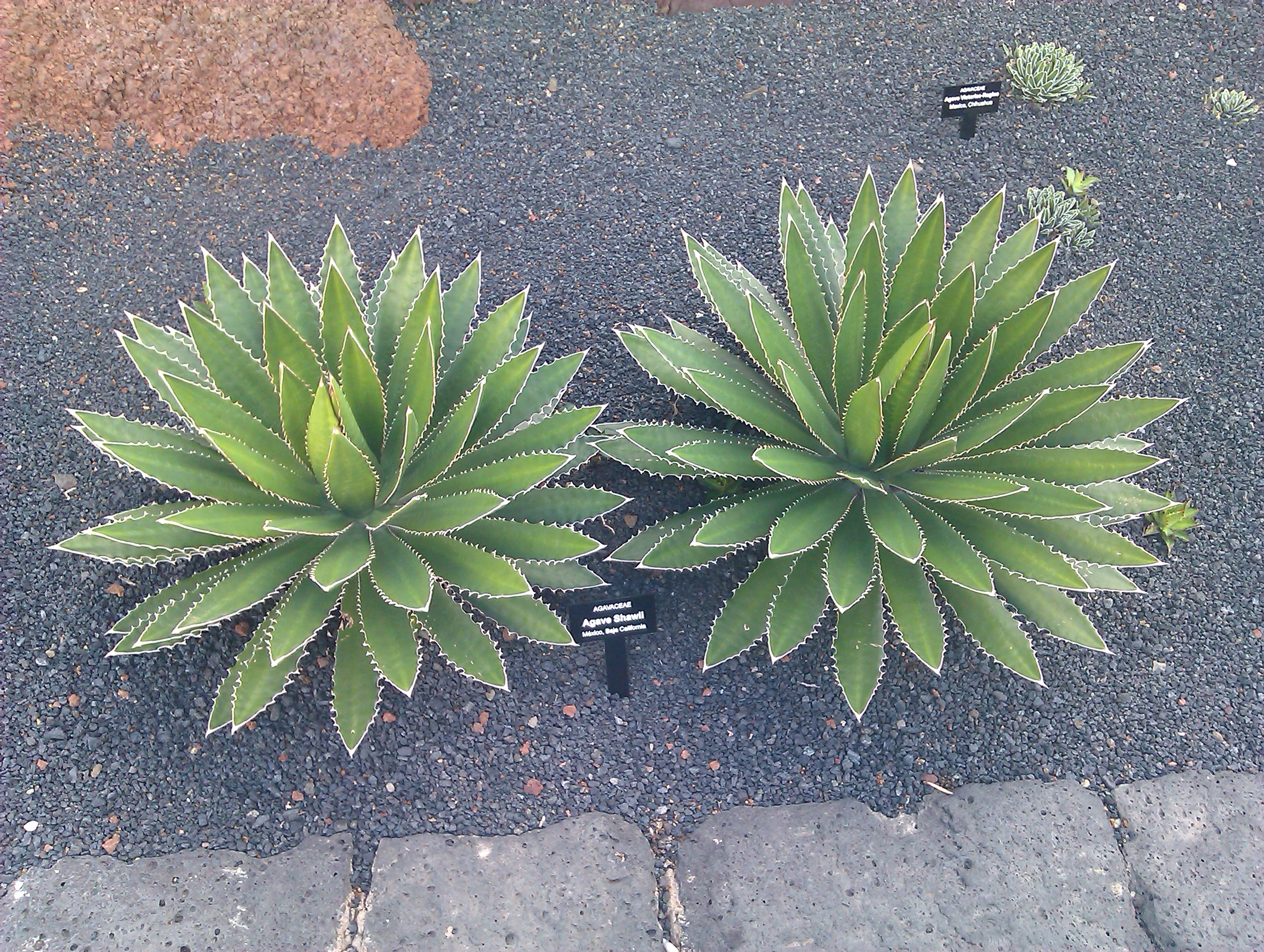